# Rogerus rajasthanensis
Rogerus rajasthanensis is een rondwormensoort uit de familie van de Rhabdolaimidae. De wetenschappelijke naam van de soort is voor het eerst geldig gepubliceerd in 1966 door Khera.